# Татарець Євген Якович
Є́вген Я́кович Татаре́ць (20 липня 1943, м. Сєров, Свердловська область, Росія — 31 серпня 1993, м. Київ) — український кінорежисер. Член Спілки кінематографістів України.

## Життєпис

Могила Євгена Татарця, Байкове кладовище

Народився 20 липня 1943 року у місті Сєров Свердловської області. Закінчив Київський політехнікум зв'язку (1963) та кінознавчий факультет Київського державного інституту театрального мистецтва імені І. Карпенка-Карого (1974).
Працював механіком, асистентом режисера Київського відділення «Центрнаукфільм». З 1976 року був режисером «Укркінохроніки».
Раптово помер від серцевого нападу у 50-річному віці 31 серпня 1993 року. Похований разом з родиною на Байковому кладовищі (ділянка № 49а, 50°25′1.88″ пн. ш. 30°30′4.97″ сх. д. / 50.4171889° пн. ш. 30.5013806° сх. д.).

## Фільмографія
Створив стрічки:
- «Два роки в Абвері»;
- «Уран — сировина майбутньої енергетики» (1978);
- «Місто на скелях» (1979);
- «Пастор на слизькій дорозі»;
- «Мій Нікополь» (1980);
- «Кіно України у десятій п'ятирічці»;
- «Без строку давності» (1981);
- «Прозріння» (1983);
- «Театр Параджанова» (1990);
- «На одній землі» (1993) та ін.